# Juri Afanassjewitsch Melichow

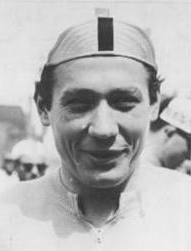
Melichow 1961

Juri Afanassjewitsch Melichow, englische Transkription Yuri Melikhov, (russisch Юрий Афанасьевич Мелихов; * 1. April 1937 in Leningrad, Sowjetunion; † 2000) war ein sowjetischer Radrennfahrer.

## Sportliche Laufbahn
Juri Melichow war Staatsamateur des sowjetischen Radsportverbandes und 1961 Meister der Sowjetunion im Straßenrennen.
Melichows erster registrierter internationaler Auftritt fand bei der Ägypten-Rundfahrt 1958 statt, bei der er vier Etappensiege errang. In jener Saison gewann er die nationale Meisterschaft im Mannschaftszeitfahren. Beim Drei-Länder-Etappenrennen Internationale Friedensfahrt 1959 war der 22-jährige Neuling bester sowjetischer Fahrer, trug nach dem Sieg auf der 1. Etappe das Gelbe Trikot und wurde im Schlussklassement Siebter. Mit seiner Mannschaft gewann er die Länderwertung. Bis 1965 nahm Melichow an insgesamt 4 Friedensfahrten teil. Am erfolgreichsten war er 1961, als er nach einjähriger Abwesenheit Gesamtsieger wurde und vier Etappen gewann. Bei diesem Rennen sorgte Melichow mit einer unfairen Attacke gegen den DDR-Fahrer Manfred Weißleder für Aufsehen, als es in deren Folge zwischen beiden zu Handgreiflichkeiten kam. Er wurde als temperamentvoller, im Radsportpeloton jedoch nicht beliebter Fahrer, beschrieben. Ohne Tagessiege wurde Melichow 1962 Zweiter, startete 1963 bei der Tour de l’Avenir, 1964 erneut bei den Olympischen Spielen im olympischen Straßenrennen und 1965 wieder bei der Internationalen Friedensfahrt, bei der er sich noch zweimal als Etappensieger feiern lassen konnte. In der Einzelwertung landete er nur auf Rang 45.
1960 gehörte Melichow zum Mannschaftsaufgebot der Sowjetunion für die Straßenradrennen der Olympischen Spiele 1960 in Rom. Er gewann mit dem sowjetischen Vierer im Mannschaftszeitfahren die Bronzemedaille, im Einzelstraßenrennen verpasste er diese knapp und landete nach einer Massenankunft im Sprint auf dem vierten Rang. Bei den Olympischen Spielen 1964 in Tokio landete Melichow im Einzelstraßenrennen abgeschlagen auf Rang 60.
Ebenfalls auf dem undankbaren vierten Platz kam Melichow bei der UCI-Straßenweltmeisterschaft 1960 auf dem Sachsenring. Auch dort unterlag er wieder im Sprint aus dem geschlossenen Feld. Bei der WM 1963 im belgischen Ronse kam er im 100-km-Mannschaftszeitfahren mit seiner Mannschaft als Dritter wieder auf das Siegerpodest.
Vor dem Friedensfahrt-Eklat von 1961 hatte Melichow im selben Jahr für positive Schlagzeilen gesorgt, als er als erster ausländischer Fahrer das DDR-Straßenrennen Rund um die Braunkohle gewann. In der Jugoslawien-Rundfahrt 1965 gewann er eine Etappe.
Nach Beendigung seiner aktiven Laufbahn im Jahre 1967 kam er 1969 in die DDR, wo er beim sowjetischen Armeesportklub SASK Elstal bei Berlin einige Jahre als Trainer fungierte.